# Jaraguá do Sul
Jaraguá do Sul er en by og en kommune i den sydlige delstat Santa Catarina, i Brasilien. Ved folketælling i 2012 var der 148.353 indbyggere i byen. 
Blandt indbyggerne kaldes kommunen jaraguaense.